# 李竟先
李竟先（1954年1月—），汉族，中华人民共和国政治人物、第十一届全国政协委员。
加入中国民主同盟，担任民盟中央常委、广东省委专职副主委兼秘书长。2008年，当选第十一届全国政协委员，代表中国民主同盟，分入第六组。